# Роман Киржацки
Роман Киржацки († 29. јул 1392, Киржач) - православни монах, ученик светог Сергија Радоњешког, заједно са којим је основао Благовештенски Киржачки манастир.
Нема података о његовом пореклу. Раздор који је настао у манастиру Радоњеж као резултат оклевања дела братије да има прихвати светог Сергија за игумана, приморао је светитеља да се повуче са Романом у Покровске шуме. Овде су поставили темељ манастира Благовештења Киржач. Вративши се потом у манастир на молбу митрополита Алексија и другог дела братије, монах Сергије је задужио монаха Романа да доврши изградњу новог манастира. Роман је основао манастир, био његов први игуман и служио братији за пример подвижничког живота.